# نائومی راسل
نائومی ربه‌کا راسل (به انگلیسی: Naomi Rebecca Russell) (زادهٔ ۸ ژوئن ۱۹۹۰) ژیمناست اهل کشور استرالیا است.